# USS LST-581
O USS LST-581 foi um navio de guerra norte-americano da classe LST que operou durante a Segunda Guerra Mundial.